# Hydrillodes janalis
Hydrillodes janalis is een vlinder uit de familie spinneruilen (Erebidae). De wetenschappelijke naam is voor het eerst geldig gepubliceerd in 1893 door Schaus.
De soort komt voor in tropisch Afrika.